# John William Nylander
John William Nylander, född 23 mars 1869 i Ekenäs, död 19 november 1949 i Drammen, var en finlandssvensk författare. Han var brorson till botanikern William Nylander.

## Biografi
Föräldrar var magistern Bruno Fabian Nylander och Hilma Augusta Carolina Engström. Nylander ägnade sig sedan sitt femtonde år åt sjömansbanan och tog styrmansexamen 1893. Sedermera deltog han i grek-turkiska kriget (1897) som medlem av den filhelleniska legionen, och det var minnen och intryck från detsamma han meddelade i sitt första arbete, Bland frivillige i Grekland (1897). Efter hemkomsten från kriget blev han jordbrukare och valdes till medlem av den stora deputation, som till tsaren skulle överbringa jättepetitionen med 522 000 underskrifter. Detta gav upphov till Nylanders andra bok, Den stora deputationen (1899). 
Under de följande åren inspirerades Nylander av sina minnen från sjömanslivet och utgav Sjöfolk i fyra delar (delvis även översatt till norska och tyska), där han visat sig vara fin iakttagare och naiv naturkonstnär utan tillgjordhet. Åren 1904–1905 blev han två gånger häktad av Nikolaj Bobrikovs gendarmer och hölls en längre tid internerad. Han lyckades dock förklädd rymma och kunde först efter den stora nationalstrejken återvända till hemlandet. 
Åren 1907–1908 vistades Nylander i Italien och gav 1908 ut novellen Pojkarna på Metsola (även översatt till norska, finska och tyska). En samling skisser och brev, Hemma och utomlands (1909), innehåller bland annat bilder från 1908 års stora jordbävning på Sicilien, som han själv bevittnade.

### Skönlitteratur
- Sjöfolk : minnen och berättelser. Helsingfors. 1901–1921. Libris 2942743
  -  Saml. [1]. förf. 1901. Libris 2942744. Senare utgiven under titeln "Kapten Aik och andra berättelser".
  -  Saml. 2. Söderström. 1906. Libris 2942745. Senare utgiven under titeln "Skonerten Lizzie Gray och andra berättelser".
  -  Saml. 3. Söderström. 1912. Libris 2942746. Senare utgiven under titeln "Signalen P.H. och andra berättelser".
  -  Saml. 4. Söderström. 1921. Libris 2942747
- Pojkarna på Metsola : skildring ur lantlivet. Helsingfors: Söderström. 1908. Libris 2942739
- Hemlängtan : (ur Sjöfolk 4). Helsingfors: Söderström. 1922. Libris 3061280
- En spökhistoria : (ur Sjöfolk. 4). Helsingfors: Söderström. 1922. Libris 3061282

### Varia
- Bland frivillige : minnen och intryck från grekisk-turkiska kampanjen 1897. Helsingfors. 1898. Libris 2321457
- Den stora deputationen : minnen och ögonblicksbilder. Stockholm: Förf. 1899. Libris 1645092
- Hemma och utomlands : skisser och bref. Helsingfors. 1909. Libris 2942736

### Samlade upplagor och urval
- Samlade berättelser. 1-3. Helsingfors: Schildt. 1918. Libris 3061281
- Sjöfolk : minnen och berättelser i urval. Stockholm: Lindqvist. 1939. Libris 1374427
  -  Sjöfolk. Finlandssvenskt bibliotek ; 29 ([Ny utg.]). Helsingfors: Söderström. 1962. Libris 2100633